# Zuiderplantsoen
Het Zuiderplantsoen is een park ten zuiden van het centrum van de Nederlandse stad Groningen. 
De naam Zuiderplantsoen verwijst naar de tegenhanger, het Noorderplantsoen, op de locatie van de oude vestingwallen aan noordzijde van de binnenstad van Groningen.

## Geschiedenis
De officiële naam voor dit park, dat in 1765 werd aangelegd en van 1882-1883 vergroot, is Sterrebos. Het omvatte het terrein waar van 1964 tot ongeveer 2024 de zuidelijke ringweg doorheen liep. In de eerste helft van de 20e eeuw werd het park op prentbriefkaarten wel aangeduid als Zuiderplantsoen, maar deze naam is nooit ingeburgerd geraakt. Het Sterrebos werd in 1964 deels gekapt voor, en in tweeën gesplitst door genoemde zuidelijke ringweg.

## Verdiepte ringweg
In 2009 werd besloten tot het gedeeltelijk terugbrengen van de situatie van vóór 1964, door de ringweg aan te passen en hier verdiept aan te leggen. Dit werd in 2024 grotendeels voltooid. Het Zuiderplantsoen bestaat anno 2025 uit het huidige Sterrebos, de nieuw aangelegde kantoortuin bij kantorenpark Kempkensberg en het stuk stad waar de nieuwe zuidelijke ringweg onderdoor loopt. Het park is mogelijk geworden omdat de verdiepte weg is voorzien van 'deksels', waarop het park is aangelegd. Onder het spoor bij de Esperantostraat kwam een fietstunnel, ook bestemd voor voetgangers, de Esperantotunnel.

## Overig
Het park werd in mei 2025 voor het publiek opengesteld, alle werkzaamheden in het park waren toen nog niet geheel afgerond. Zo komt er meer groen, een zonneweide, vijvers en open ruimten. Het park is alleen toegankelijk voor voetgangers en fietsers. Het Zuiderplantsoen is een recreatieve verbindingszone tussen de wijken Oosterpoort, De Linie, Herewegwijk en Helpman, en is tevens ecologische verbindingszone.

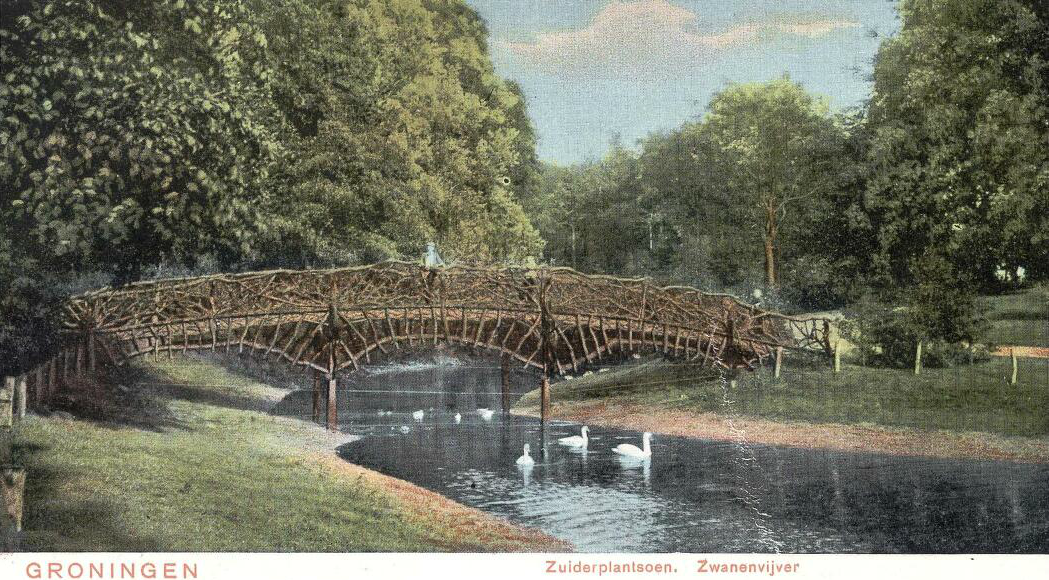
Ansichtkaart uit begin 20e eeuw met de brug in het 'Zuiderplantsoen'
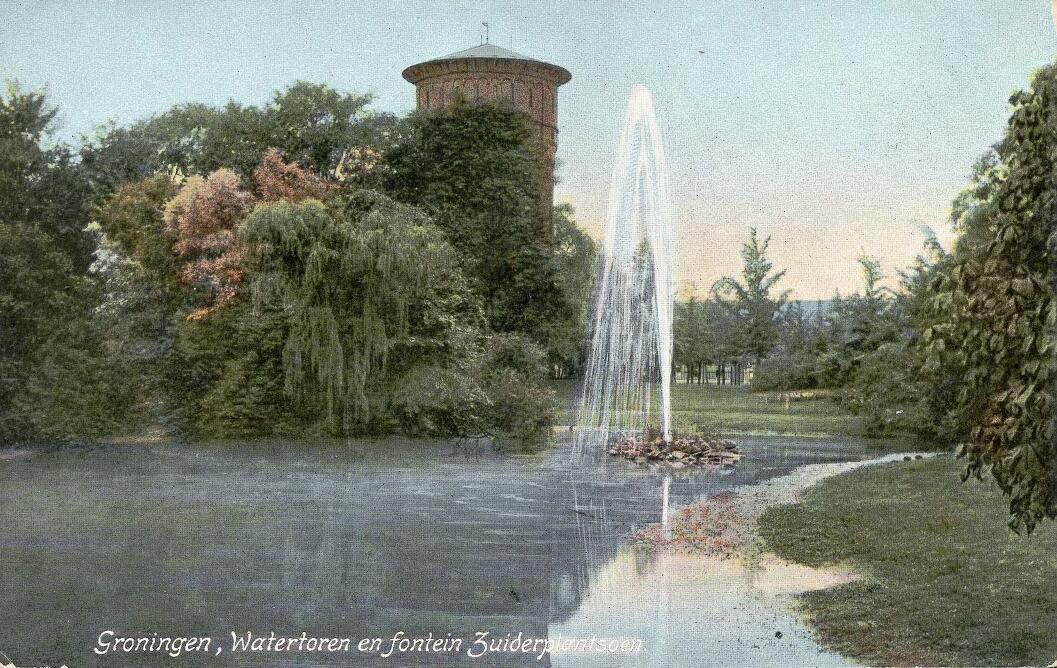
Ansichtkaart uit begin 20e eeuw met de toenmalige watertoren en een fontein

Bevrijdingsbos ·
Coendersborg ·
Eelderbaan ·
Groene Long Beijum ·
Groenestein ·
Kardinge ·
Lewenborg ·
Meerstad ·
Molukkenplantsoen ·
Noorderplantsoen ·
Oosterpark ·
Oude Hortus ·
Oosterpoort ·
Piccardthof ·
Piccardthofplas ·
Pioenpark ·
Prinsentuin ·
Roege Bos ·
Selwerd ·
Stadspark ·
Sterrebos ·
Westpark ·
Zuiderplantsoen